# Federico Guglielmo di Prussia (storico)
Federico Guglielmo di Prussia (in tedesco Ferdinand Friedrich Wilhelm Hubertus Michael Kirill, Prinz von Preußen; Berlino, 9 febbraio 1939 – Berlino, 29 settembre 2015) è stato uno storico e nobile tedesco, membro della famiglia Hohenzollern.

## Biografia
Federico Guglielmo era il primogenito del principe Luigi Ferdinando di Prussia, e di sua moglie, la Granduchessa Kira Kirillovna Romanova. Due anni dopo la sua nascita morì il suo bisnonno, Guglielmo II.
Trascorse la sua infanzia a Kadyny, nella Prussia orientale, la residenza estiva imperiale. Dopo la seconda guerra mondiale, lui e la sua famiglia si stabilirono a Borgfeld, un distretto di Brema.
Federico Guglielmo studiò storia presso la facoltà di filosofia dell'Università di Erlangen.

## Matrimoni

### Primo Matrimonio
Sposò, il 22 agosto 1967 a Plön, Waltraud Freydag (14 aprile 1940-2010), figlia del dottor Alois Freydag. Ebbero un figlio:
- Filippo Cirillo Federico Guglielmo Maurizio Throw Tanko di Prussia (nato il 23 aprile 1968)

La coppia divorziò nel 1975. Fu un matrimonio morganatico e fu costretto a rinunciare ai suoi diritti sul trono imperiale tedesco. Suo padre scelse come suo successore il suo terzo figlio, il principe Luigi Ferdinando. Nel 1977, dopo la morte improvvisa del principe Luigi Ferdinando, il suo giovane figlio, il principe Giorgio Federico, divenne l'erede della dinastia. Ciò ha causato numerose controversie e liti nella famiglia Hohenzollern.

### Secondo Matrimonio
Sposò, il 23 aprile 1976 a Hechingen, Ehrengarde von Reden (7 giugno 1943), figlia del tenente colonnello Günther von Reden. Ebbero tre figli:
- Federico Guglielmo Luigi Ferdinando Cirillo di Prussia (nato il 16 agosto 1979);
- Vittoria Luisa Cyrus Ehrengard di Prussia (nata il 2 maggio 1982), sposata con il principe Ferdinando Enrico zu Leiningen;
- Gioacchino Alberto Bernardo Christian Ernesto di Prussia (nato il 26 giugno 1984).

La coppia divorziò nel 2004.

### Terzo Matrimonio
Sposò, il 23 marzo 2004, Sibyl Kretschmer (nata il 23 marzo 1952). Non ebbero figli.

## Processo per l'eredità
Federico Guglielmo, insieme al fratello Michele, rifiutò di accettare le ultime volontà di suo padre, morto nel settembre 1994. Sostennero i loro diritti sulla parte dell'eredità, appoggiati dal fratello minore, il principe Cristiano Sigismondo. Nel 1997, il tribunale regionale di Hechingen e il tribunale regionale di Stoccarda, sostennero la causa di Federico Guglielmo e di Michele, gli zii di Giorgio Federico, e riconobbero che il matrimonio morganatico di Federico Guglielmo non poteva servire da pretesto per l'esclusione dall'ordine di successione. Ma la Corte Suprema Federale di Germania non fu d'accordo con la decisione a favore dei principi Federico Guglielmo e Michele, e il caso fu restituito ai tribunali regionali, che questa volta sostenevano il loro nipote. Federico Guglielmo e Michele ricorsero alla Corte costituzionale federale tedesca, che non era d'accordo con la precedente sentenza a favore di Giorgio Federico. Infine, il 19 ottobre 2005, il tribunale regionale ha stabilito che il principe Giorgio Federico è il legittimo successore di suo nonno, ma i suoi zii e gli altri figli del principe Luigi Ferdinando hanno il diritto di dividere parte dell'eredità della casa imperiale di Hohenzollern.

## Ascendenza
|                                              |                                    |                                                                   | Genitori                                                        |  |  | Nonni |  |  | Bisnonni                    |  |  | Trisnonni                    |  |
|                                              |                                    |                                                                   |                                                                 |  |  |       |  |  | 8. Guglielmo II di Germania |  |  | 16. Federico III di Germania |  |
|                                              |                                    |                                                                   |                                                                 |  |  |       |  |  | 8. Guglielmo II di Germania |  |  | 16. Federico III di Germania |  |
|                                              |                                    | 17. Vittoria di Sassonia-Coburgo-Gotha                            |                                                                 |  |  |       |  |  | 8. Guglielmo II di Germania |  |  |                              |  |
| 4. Guglielmo di Prussia                      |                                    |                                                                   |                                                                 |  |  |       |  |  | 8. Guglielmo II di Germania |  |  |                              |  |
|                                              |                                    | 9. Augusta Vittoria di Schleswig-Holstein-Sonderburg-Augustenburg | 18. Federico VIII di Schleswig-Holstein-Sonderburg-Augustenburg |  |  |       |  |  |                             |  |  |                              |  |
|                                              |                                    | 9. Augusta Vittoria di Schleswig-Holstein-Sonderburg-Augustenburg | 18. Federico VIII di Schleswig-Holstein-Sonderburg-Augustenburg |  |  |       |  |  |                             |  |  |                              |  |
|                                              |                                    | 9. Augusta Vittoria di Schleswig-Holstein-Sonderburg-Augustenburg | 19. Adelaide di Hohenlohe-Langenburg                            |  |  |       |  |  |                             |  |  |                              |  |
| 2. Luigi Ferdinando di Prussia               |                                    | 9. Augusta Vittoria di Schleswig-Holstein-Sonderburg-Augustenburg |                                                                 |  |  |       |  |  |                             |  |  |                              |  |
|                                              |                                    | 10. Federico Francesco III di Meclemburgo-Schwerin                | 20. Federico Francesco II di Meclemburgo-Schwerin               |  |  |       |  |  |                             |  |  |                              |  |
|                                              |                                    | 10. Federico Francesco III di Meclemburgo-Schwerin                | 20. Federico Francesco II di Meclemburgo-Schwerin               |  |  |       |  |  |                             |  |  |                              |  |
|                                              |                                    | 10. Federico Francesco III di Meclemburgo-Schwerin                | 21. Augusta di Reuss-Köstritz                                   |  |  |       |  |  |                             |  |  |                              |  |
| 5. Cecilia di Meclemburgo-Schwerin           |                                    | 10. Federico Francesco III di Meclemburgo-Schwerin                |                                                                 |  |  |       |  |  |                             |  |  |                              |  |
|                                              |                                    | 11. Anastasija Michajlovna Romanova                               | 22. Michail Nikolaevič Romanov                                  |  |  |       |  |  |                             |  |  |                              |  |
|                                              |                                    | 11. Anastasija Michajlovna Romanova                               | 22. Michail Nikolaevič Romanov                                  |  |  |       |  |  |                             |  |  |                              |  |
|                                              |                                    | 11. Anastasija Michajlovna Romanova                               | 23. Cecilia di Baden                                            |  |  |       |  |  |                             |  |  |                              |  |
| 1. Federico Guglielmo di Prussia             |                                    | 11. Anastasija Michajlovna Romanova                               |                                                                 |  |  |       |  |  |                             |  |  |                              |  |
|                                              | 12. Vladimir Aleksandrovič Romanov | 24. Alessandro II di Russia                                       |                                                                 |  |  |       |  |  |                             |  |  |                              |  |
|                                              | 12. Vladimir Aleksandrovič Romanov | 24. Alessandro II di Russia                                       |                                                                 |  |  |       |  |  |                             |  |  |                              |  |
|                                              | 12. Vladimir Aleksandrovič Romanov | 25. Maria d'Assia-Darmstadt                                       |                                                                 |  |  |       |  |  |                             |  |  |                              |  |
| 6. Kirill Vladimirovič Romanov               | 12. Vladimir Aleksandrovič Romanov |                                                                   |                                                                 |  |  |       |  |  |                             |  |  |                              |  |
|                                              |                                    | 13. Maria di Meclemburgo-Schwerin                                 | 26. Federico Francesco II di Meclemburgo-Schwerin (= 20)        |  |  |       |  |  |                             |  |  |                              |  |
|                                              |                                    | 13. Maria di Meclemburgo-Schwerin                                 | 26. Federico Francesco II di Meclemburgo-Schwerin (= 20)        |  |  |       |  |  |                             |  |  |                              |  |
|                                              |                                    | 13. Maria di Meclemburgo-Schwerin                                 | 27. Augusta di Reuss-Köstritz (= 21)                            |  |  |       |  |  |                             |  |  |                              |  |
| 3. Kira Kirillovna Romanova                  |                                    | 13. Maria di Meclemburgo-Schwerin                                 |                                                                 |  |  |       |  |  |                             |  |  |                              |  |
|                                              |                                    | 14. Alfredo, duca di Sassonia-Coburgo-Gotha                       | 28. Alberto di Sassonia-Coburgo-Gotha                           |  |  |       |  |  |                             |  |  |                              |  |
|                                              |                                    | 14. Alfredo, duca di Sassonia-Coburgo-Gotha                       | 28. Alberto di Sassonia-Coburgo-Gotha                           |  |  |       |  |  |                             |  |  |                              |  |
|                                              |                                    | 14. Alfredo, duca di Sassonia-Coburgo-Gotha                       | 29. Vittoria del Regno Unito                                    |  |  |       |  |  |                             |  |  |                              |  |
| 7. Vittoria Melita di Sassonia-Coburgo-Gotha |                                    | 14. Alfredo, duca di Sassonia-Coburgo-Gotha                       |                                                                 |  |  |       |  |  |                             |  |  |                              |  |
|                                              |                                    | 15. Marija Aleksandrovna Romanova                                 | 30. Alessandro II di Russia (= 24)                              |  |  |       |  |  |                             |  |  |                              |  |
|                                              |                                    | 15. Marija Aleksandrovna Romanova                                 | 30. Alessandro II di Russia (= 24)                              |  |  |       |  |  |                             |  |  |                              |  |
|                                              |                                    | 15. Marija Aleksandrovna Romanova                                 | 31. Maria d'Assia-Darmstadt (= 25)                              |  |  |       |  |  |                             |  |  |                              |  |
|                                              |                                    | 15. Marija Aleksandrovna Romanova                                 |                                                                 |  |  |       |  |  |                             |  |  |                              |  |

## Opere
- (curatore): Preußens Könige. Bertelsmann, Gütersloh 1971.
- Bismarcks Reichsgründung und das Ausland. Göttinger Verlagsanstalt, Göttingen 1972 (Dissertation, Universität Erlangen-Nürnberg).
- Die Hohenzollern und der Nationalsozialismus. 1984 (Dissertation, Universität München, 1984).
- Das Haus Hohenzollern 1918—1945. Langen Müller, München 1985; 2., durchgesehene und erweiterte Neuauflage 2003.
- mit Wilhelmine Markgräfin von Bayreuth: «… solange wir zu zweit sind». Friedrich der Große und Wilhelmine Markgräfin von Bayreuth in Briefen. Herbig, München 2003.
- mit Sibylle Prinzessin von Preußen: Die Liebe des Königs. Friedrich der Große. Seine Windspiele und andere Passionen. Siedler, München 2006.
- Vorwort in: Friedrich-Wilhelm v. Oppeln-Bronikowski: Friedrich v. Oppeln-Bronikowski 1873—1936. Offizier, Übersetzer, Schriftsteller, Journalist und Streiter gegen den Antisemitismus in der Weimarer Republik. Sein Leben und Wirken. C. A. Starke, Limburg 2009.
- «Ich danke vor der Kur und lasse die Natur walten» — Friedrich II. ein aufgeklärter Patient. Jahresgabe des Museumsvereins im Schloss Pyrmont e. V., Bad Pyrmont 2005.
- 1912 — Kaiser Wilhelm II. in Begleitung seiner Söhne. In: Die Bilder der Deutschen. München 2005.
- Vorbilder: Berühmte Deutsche erzählen, wer ihnen wichtig ist. Marix-Verlag, Wiesbaden 2007, ISBN 978-3-86539-147-6.
- Kira Prinzessin von Preußen (1909—1967). In: Antje Leschonski (Hg.): Anne, Lilly und Regine — 30 Frauenporträts aus Brandenburg-Preußen. Berlin 2009.
- mit Sibylle Prinzessin von Preußen: Friedrich der Große. Vom anständigen Umgang mit Tieren. MatrixMedia Verlag, Göttingen 2012, ISBN 978-3-932313-47-9.